# Rudzienice
Rudzienice (niem. Raudnitz) – wieś w Polsce, położona w województwie warmińsko-mazurskim, w powiecie iławskim, w gminie Iława.
Do 1954 roku oraz w latach 1973–1976 miejscowość była siedzibą gminy Rudzienice. W latach 1954–1973 wieś należała i była siedzibą władz gromady Rudzienice. W latach 1975–1998 miejscowość administracyjnie należała do województwa olsztyńskiego.
Wieś położona nad jeziorami: Kałdunek Duży (25 ha) i Kałdunek Mały (7 ha), przystanek PKP (Rudzienice Suskie), PKS, była poczta, sklepy, ośrodek zdrowia, punkt apteczny (dawniej był także bank spółdzielczy).

## Integralne części wsi
| SIMC    | Nazwa               | Rodzaj    |
| ------- | ------------------- | --------- |
| 0475453 | Rudzienice-Kałdunki | część wsi |
| 0475460 | Rudzienice-Karłowo  | część wsi |

## Historia
Wieś wzmiankowana w 1249 roku, lokowana w 1350 r. We wsi znajdują się:
- kościół zbudowany w latach 1857–1860[6] w rozbudowanej neogotyckiej formie z pięciobocznie zamkniętym prezbiterium i z transeptem, bogaty wystrój stylizowany na gotycki, wieża frontowa w górnej partii ośmioboczna z 1866, portal wieży dwukolumnowy, neoromański[7]. Zabytkowy dzwon z 1763.
- czworaki z około 1800 roku[6]

W pobliskich Mątykach podczas wojny szwedzkiej w 1628 r. kwaterował król szwedzki Gustaw Adolf.
Po II wojnie światowej w Rudzienicach zamieszkali przesiedleńcy z Ludwipola w województwie wołyńskim.